# 我孫子宿
我孫子宿（あびこしゅく）は、水戸街道千住宿から4つ目の宿場町。現在の千葉県我孫子市本町・白山・緑・寿付近にあたる。
本陣・脇本陣が置かれた大規模な宿場町で、東西に1km弱の範囲に広がっている。宿場町西端から更に江戸側に約1km程度離れたところには、布施弁天東海寺参道との追分がある。また、宿場町東端から数百m水戸側に離れたところには、成田方面に向う街道筋との追分があり、石碑が建てられている。
旧道筋が拡幅されたこともあり、ほとんど古建築は残されていない。本陣跡も、説明が付された杭が立てられているだけである。

## 周辺

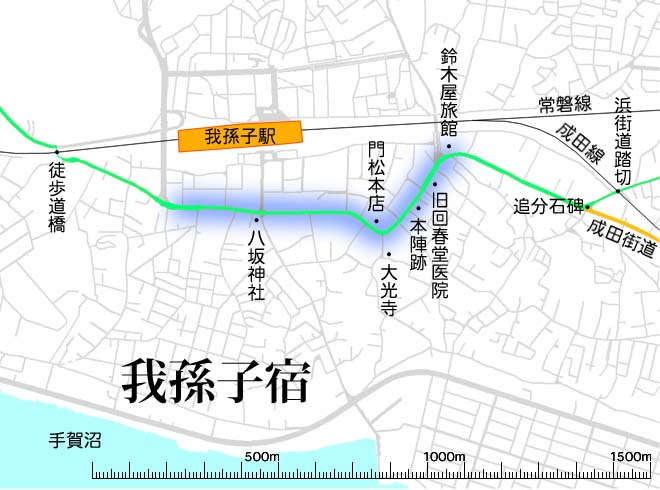
我孫子宿の現代地図に旧水戸街道の道筋を重ねた地図。

- 我孫子宿本陣（一部） - 1921年頃に、のちに西洋史の大家となる村川堅固が、本陣が取り壊されると聞きその一部（離れ）を自らの別荘に移築保存した（その際に改築を受けている）。大蔵省の所有を経て我孫子市が所有権を取得、曜日を限って一般公開されている。
- 我孫子宿脇本陣 - 1831年建築の茅葺屋根の建物が2010年現在も残されている。現役建築物として使われているため非公開。
- 角松本店 - 江戸時代に旅籠として創業、明治維新以降も営業を継続し、2010年現在も割烹旅館として盛業中。ただし建物は更新されている。
- 八坂神社 - 八坂神社系列の神社。
- 大光寺
- 旧回春堂医院
- 鈴木屋旅館
- 成田街道追分 - 1691年建立の追分碑が残されている。

## 隣の宿
小金宿 - 我孫子宿 - 取手宿
- 小金宿〜我孫子宿は二里二十一町（約10km）。
- 我孫子宿〜取手宿は一里十八町（約6km）。
我孫子宿と取手宿の間には利根川があり、利根川の我孫子宿側（取手の対岸側）には、間の宿として青山宿があった。旧道筋には枡形も残されている。江戸時代初期の水戸街道古道は、我孫子から取手へは向かわずいったん成田方面に向かい、布佐で利根川（旧鬼怒川）を渡河して竜ヶ崎を経由、若柴宿に向かっていた。そのため、水戸街道古道は、取手宿・藤代宿を通過していない。